# Corynephorus
Corynephorus es un género de plantas herbáceas de la familia de las poáceas. Es originario de Europa de la región del Mediterráneo.

## Descripción
Son plantas anuales o perennes. Hojas con vainas de márgenes libres; lígula lanceolada, subaguda, membranosa; limbo cetáceo, generalmente convoluto. Inflorescencia en panícula laxa, con ramas desnudas en la base. Espiguillas comprimidas lateralmente, con 2 flores hermafroditas y articuladas con la raquilla. Glumas más largas que las flores, ligeramente desiguales, carenadas; la inferior uninervada; la superior trinervada. Raquilla prolongada por encima de las flores, hirsuta. Lema aguda, con 5 nervios, membranosa, glabra; arista subbasal, articulada, con columna retorcida parda con 1 corona terminal de aguijones antrorsos y parte apical clavada hialina. Callo hirsuto. Pálea ligeramente más corta que la lema, bidentada, con 2 quillas. Lodículas bilobadas. Ovario glabro. Cariopsis elipsoidea, surcada, adherente a la pálea y lema. Hilo puntiforme.

## Taxonomía
El género fue descrito por Ambroise Marie François Joseph Palisot de Beauvois y publicado en Essai d'une Nouvelle Agrostographie 90, 159. 1812. La especie tipo es: Corynephorus canescens (L.) P. Beauv. 
Etimología
Corynephorus: nombre genérico derivado del griego korynephorus (procrear), refiriéndose a la arista lema.
Citología
El número cromosómico básico del género es x = 7, con números cromosómicos somáticos de 2n = 14, diploides. Cromosomas relativamente "grandes".

## Especies
- Corynephorus canescens (L.) Beauv.
- Corynephorus deschampsioides Bornm.
- Corynephorus divaricatus (Pourret) Breistr.
- Corynephorus fasciculatus Boiss. et Reuter
- Corynephorus macrantherus Boiss. & Reut.